# Непослушник (трилогия)
«Непослушник» — серия российских комедийных кинофильмов. Франшиза началась в начале 2022 года с одноимённого фильма «Непослушник» и по состоянию на конец 2024 года включает в себя три фильма. Фильмы были сосредоточены на персонаже Виктора Хориняка, который играл известного московского блогера «Димонстра», где выкладывал видео со всевозможными розыгрышами. Из-за провокационного ролика с храмом, но пытается избежать уголовного дела, притворившись послушником.
После кассового успеха первого фильма вышло два прямых продолжения: «Непослушник 2: Вспомнить всё» (2022) и «Непослушники» (2024). Вся трилогия собрала в прокате более 1 миллиарда рублей, однако получала смешанные отзывы критиков.

## Фильмы
| Фильм                        | Дата выхода     | Режиссёр(ы)   | Сценарист(ы)                                   | История от                                     | Продюсер(ы)                     |
| ---------------------------- | --------------- | ------------- | ---------------------------------------------- | ---------------------------------------------- | ------------------------------- |
| Непослушник                  | 3 февраля 2022  | Владимир Котт | Михаил Бобровник Михаил Зубко Владимир Котт    | Михаил Бобровник Михаил Зубко Владимир Котт    | Георгий Малков Егор Шорохов     |
| Непослушник 2: Вспомнить всё | 15 декабря 2022 | Владимир Котт | Константин Трофимов Михаил Зубко Владимир Котт | Константин Трофимов Михаил Зубко Владимир Котт | Георгий Малков Ясмина Бен Аммар |
| Непослушники                 | 6 июня 2024     | Владимир Котт | Михаил Зубко Владимир Котт                     | Михаил Зубко Владимир Котт                     | Георгий Малков Ясмина Бен Аммар |

### Непослушник (2022)
Известный московский блогер Дима активно ведёт свой YouTube-канал «Димонстр», где выкладывает видео со всевозможными розыгрышами. После провокационной акции в церкви на него заводят уголовное дело по статье об оскорблении чувств верующих. Скрываясь от полиции, Дима крадёт документ о наложении епитимьи у своего друга Сергея и направляется в Димитров монастырь Шуйского района Ивановской области, чтобы спрятаться там, выдавая себя за послушника.

### Непослушник 2: Вспомнить всё (2022)
К отцу Анатолию собирается на исповедь криминальный авторитет, который решил покаяться в своих грехах и начать новую жизнь. Но в тот же вечер священник после падения теряет память и забывает кто он, как жил и во что верил! А грешник требует исповедь — ведь он уже перевёл солидную сумму на пожертвование. Исправить ситуацию берётся наш герой Димонстр. Под присмотром бандита он решается на самый масштабный пранк в своей жизни — восстановить яркие моменты жизни отца Анатолия, начиная с детства. По мнению врачей, есть шанс, что это может помочь вернуть память. В попытке «обмануть» память батюшки, Дима будет превращать реальность в фрагменты прошлого, используя декорации, спецэффекты, каскадёров, монахов, самого авторитета, Ефросинью, папу и просто актёров. Отец Анатолий проживёт свою жизнь заново… Но поможет ли это ему вспомнить всё? Полный ребут и шухер, лишь бы пионер Толик вновь стал отцом Анатолием!

### Непослушники (2024)
Дима уже не Димонстр, а вполне успешный менеджер по продажам в автосалоне, Саша Чёрный — добропорядочный монах в тихой обители у отца Анатолия. Все живут спокойно, пока в монастырь не привозят четырёх детдомовских «непослушников»: двух братьев и двух сестёр. Неоднократные побеги и мелкие кражи приводят к тому, что ребят могут отправить в место куда более суровое, чем детский дом. Следователь не хочет ломать им жизнь и даёт последний шанс: привозит их к отцу Анатолию, надеясь, что, если тому удалось перевоспитать Димонстра и Сашу Чёрного, то с маленькими детьми тем более получится, но как же он ошибается…

## В ролях

### Непослушник (2022)
| Актёр             | Роль                                                                             |
| ----------------- | -------------------------------------------------------------------------------- |
| Виктор Хориняк    | Дима                                                                             |
| Аглая Тарасова    | Олеся продюсер и девушка Димы                                                    |
| Таисия Вилкова    | Настя ученица иконописной школы                                                  |
| Максим Лагашкин   | Фома протоиерей                                                                  |
| Юрий Кузнецов     | отец Анатолий настоятель Димитрова монастыря                                     |
| Татьяна Орлова    | Ефросинья руководитель иконописной школы                                         |
| Сергей Аброскин   | Сергей Васильев друг Димы                                                        |
| Сергей Селин      | Петрович папа Димы                                                               |
| Леонид Громов     | Иван Анатольевич Щербаков глава администрации Шуйского района Ивановской области |
| Михаил Богдасаров | Жора хозяин кафе «У Жоры»                                                        |
| Максим Важов      | следователь                                                                      |
| Анатолий Журавлёв | Гена хозяин «Москвича»                                                           |

### Непослушник 2: Вспомнить всё (2022)
| Актёр                | Роль                                         |
| -------------------- | -------------------------------------------- |
| Виктор Хориняк       | Дима                                         |
| Юрий Кузнецов        | отец Анатолий настоятель Димитрова монастыря |
| Татьяна Орлова       | Ефросинья руководитель иконописной школы     |
| Гоша Куценко         | Саша Чёрный криминальный авторитет           |
| Таисия Вилкова       | Настя ученица иконописной школы, жена Димы   |
| Сергей Селин         | Петрович отец Димы                           |
| Маргарита Аброськина | Нателла                                      |
| Александр Комиссаров | монах                                        |
| Антон Ескин          | монах                                        |
| Олег Каменщиков      | монах                                        |
| Александр Синюков    | монах                                        |
| Владислав Кудряев    | монах                                        |
| Марина Дюжева        | Ольга первая любовь отца Анатолия            |

### Непослушники (2024)
| Актёр                   | Роль                                         |
| ----------------------- | -------------------------------------------- |
| Виктор Хориняк          | Дима                                         |
| Юрий Кузнецов           | отец Анатолий настоятель Димитрова монастыря |
| Гоша Куценко            | Саша Чёрный бывший криминальный авторитет    |
| Сергей Селин            | Петрович отец Димы                           |
| Екатерина Новокрещенова | Даша                                         |
| Никита Конкин           | Вадик                                        |
| Алиса Клагиш            | Ирочка                                       |
| Федор Скальский         | Костик                                       |
| Игорь Чернявый          | Сильвер                                      |
| Александр Комиссаров    | монах                                        |
| Антон Ескин             | монах                                        |
| Олег Каменщиков         | монах                                        |
| Александр Синюков       | монах                                        |
| Владислав Кудряев       | монах                                        |
| Николай Качура          | монах                                        |
| Андрей Малахов          | камео                                        |

## Приём

### Кассовые сборы
| Фильм                        | Дата выпуска    | Кассовые сборы    | Кассовые сборы    | Кассовые сборы    | Бюджет         | Ссылка.      |
| Фильм                        | Дата выпуска    | Россия            | Другие территории | Во всем мире      | Бюджет         | Ссылка.      |
| ---------------------------- | --------------- | ----------------- | ----------------- | ----------------- | -------------- | ------------ |
| Непослушник                  | 3 февраля 2022  | 302 млн рублей    | 4 млн рублей      | 306 млн рублей    | 130 млн рублей | [ 5 ] [ 6 ]  |
| Непослушник 2: Вспомнить всё | 15 декабря 2022 | 517 млн рублей    |                   | 517 млн рублей    | 95 млн рублей  | [ 7 ] [ 8 ]  |
| Непослушники                 | 6 июня 2024     | 218 млн рублей    |                   | 218 млн рублей    | 110 млн рублей | [ 9 ] [ 10 ] |
| Общий                        | Общий           | 1,037 млрд рублей | 4 млн рублей      | 1,041 млрд рублей | 335 млн рублей |              |

### Критический ответ
| Фильм                        | Критиканство     | Кинопоиск           | IMDb                |
| ---------------------------- | ---------------- | ------------------- | ------------------- |
| Непослушник                  | 62 (7 рецензий)  | 6.4 (88 881 оценка) | 5.5/10 (347 оценок) |
| Непослушник 2: Вспомнить всё | 67 (10 рецензий) | 6.1 (39 782 оценки) | 5.2/10 (164 оценки) |
| Непослушники                 | 60 (5 рецензий)  | 5.8 (11 476 оценок) | 4.9/10 (80 оценок)  |